# 1977年の日本
1977年の日本（1977ねんのにほん）では、1977年（昭和52年）の日本の出来事・流行・世相などについてまとめる。

## 他の紀年法
日本では、西暦の他にも以下の紀年法を使用している。なお、以下の紀年法は西暦と月日が一致している。
- 元号
  - 昭和52年
- 神武天皇即位紀元
  - 皇紀2637年
- 干支
  - 丁巳（ひのと み）

## カレンダー
| 1月 |    |    |    |    |    |    |
| 日  | 月 | 火 | 水 | 木 | 金 | 土 |
|     |    |    |    |    |    | 1  |
| 2   | 3  | 4  | 5  | 6  | 7  | 8  |
| 9   | 10 | 11 | 12 | 13 | 14 | 15 |
| 16  | 17 | 18 | 19 | 20 | 21 | 22 |
| 23  | 24 | 25 | 26 | 27 | 28 | 29 |
| 30  | 31 |    |    |    |    |    |
|     |    |    |    |    |    |    |

| 2月 |    |    |    |    |    |    |
| 日  | 月 | 火 | 水 | 木 | 金 | 土 |
|     |    | 1  | 2  | 3  | 4  | 5  |
| 6   | 7  | 8  | 9  | 10 | 11 | 12 |
| 13  | 14 | 15 | 16 | 17 | 18 | 19 |
| 20  | 21 | 22 | 23 | 24 | 25 | 26 |
| 27  | 28 |    |    |    |    |    |
|     |    |    |    |    |    |    |

| 3月 |    |    |    |    |    |    |
| 日  | 月 | 火 | 水 | 木 | 金 | 土 |
|     |    | 1  | 2  | 3  | 4  | 5  |
| 6   | 7  | 8  | 9  | 10 | 11 | 12 |
| 13  | 14 | 15 | 16 | 17 | 18 | 19 |
| 20  | 21 | 22 | 23 | 24 | 25 | 26 |
| 27  | 28 | 29 | 30 | 31 |    |    |
|     |    |    |    |    |    |    |

| 4月 |    |    |    |    |    |    |
| 日  | 月 | 火 | 水 | 木 | 金 | 土 |
|     |    |    |    |    | 1  | 2  |
| 3   | 4  | 5  | 6  | 7  | 8  | 9  |
| 10  | 11 | 12 | 13 | 14 | 15 | 16 |
| 17  | 18 | 19 | 20 | 21 | 22 | 23 |
| 24  | 25 | 26 | 27 | 28 | 29 | 30 |
|     |    |    |    |    |    |    |

| 5月 |    |    |    |    |    |    |
| 日  | 月 | 火 | 水 | 木 | 金 | 土 |
| 1   | 2  | 3  | 4  | 5  | 6  | 7  |
| 8   | 9  | 10 | 11 | 12 | 13 | 14 |
| 15  | 16 | 17 | 18 | 19 | 20 | 21 |
| 22  | 23 | 24 | 25 | 26 | 27 | 28 |
| 29  | 30 | 31 |    |    |    |    |
|     |    |    |    |    |    |    |

| 6月 |    |    |    |    |    |    |
| 日  | 月 | 火 | 水 | 木 | 金 | 土 |
|     |    |    | 1  | 2  | 3  | 4  |
| 5   | 6  | 7  | 8  | 9  | 10 | 11 |
| 12  | 13 | 14 | 15 | 16 | 17 | 18 |
| 19  | 20 | 21 | 22 | 23 | 24 | 25 |
| 26  | 27 | 28 | 29 | 30 |    |    |
|     |    |    |    |    |    |    |

| 7月 |    |    |    |    |    |    |
| 日  | 月 | 火 | 水 | 木 | 金 | 土 |
|     |    |    |    |    | 1  | 2  |
| 3   | 4  | 5  | 6  | 7  | 8  | 9  |
| 10  | 11 | 12 | 13 | 14 | 15 | 16 |
| 17  | 18 | 19 | 20 | 21 | 22 | 23 |
| 24  | 25 | 26 | 27 | 28 | 29 | 30 |
| 31  |    |    |    |    |    |    |
|     |    |    |    |    |    |    |

| 8月 |    |    |    |    |    |    |
| 日  | 月 | 火 | 水 | 木 | 金 | 土 |
|     | 1  | 2  | 3  | 4  | 5  | 6  |
| 7   | 8  | 9  | 10 | 11 | 12 | 13 |
| 14  | 15 | 16 | 17 | 18 | 19 | 20 |
| 21  | 22 | 23 | 24 | 25 | 26 | 27 |
| 28  | 29 | 30 | 31 |    |    |    |
|     |    |    |    |    |    |    |

| 9月 |    |    |    |    |    |    |
| 日  | 月 | 火 | 水 | 木 | 金 | 土 |
|     |    |    |    | 1  | 2  | 3  |
| 4   | 5  | 6  | 7  | 8  | 9  | 10 |
| 11  | 12 | 13 | 14 | 15 | 16 | 17 |
| 18  | 19 | 20 | 21 | 22 | 23 | 24 |
| 25  | 26 | 27 | 28 | 29 | 30 |    |
|     |    |    |    |    |    |    |

| 10月 |    |    |    |    |    |    |
| 日   | 月 | 火 | 水 | 木 | 金 | 土 |
|      |    |    |    |    |    | 1  |
| 2    | 3  | 4  | 5  | 6  | 7  | 8  |
| 9    | 10 | 11 | 12 | 13 | 14 | 15 |
| 16   | 17 | 18 | 19 | 20 | 21 | 22 |
| 23   | 24 | 25 | 26 | 27 | 28 | 29 |
| 30   | 31 |    |    |    |    |    |
|      |    |    |    |    |    |    |

| 11月 |    |    |    |    |    |    |
| 日   | 月 | 火 | 水 | 木 | 金 | 土 |
|      |    | 1  | 2  | 3  | 4  | 5  |
| 6    | 7  | 8  | 9  | 10 | 11 | 12 |
| 13   | 14 | 15 | 16 | 17 | 18 | 19 |
| 20   | 21 | 22 | 23 | 24 | 25 | 26 |
| 27   | 28 | 29 | 30 |    |    |    |
|      |    |    |    |    |    |    |

| 12月 |    |    |    |    |    |    |
| 日   | 月 | 火 | 水 | 木 | 金 | 土 |
|      |    |    |    | 1  | 2  | 3  |
| 4    | 5  | 6  | 7  | 8  | 9  | 10 |
| 11   | 12 | 13 | 14 | 15 | 16 | 17 |
| 18   | 19 | 20 | 21 | 22 | 23 | 24 |
| 25   | 26 | 27 | 28 | 29 | 30 | 31 |
|      |    |    |    |    |    |    |

## 在職者
- 天皇: 裕仁
- 内閣総理大臣: 福田赳夫（自由民主党）
- 内閣官房長官: 園田直（自由民主党）11月28日より安倍晋太郎
- 最高裁判所長官: 藤林益三、8月25日より岡原昌男
- 衆議院議長: 保利茂（自由民主党）
- 参議院議長: 河野謙三（自由民主党）、7月28日より安井謙（自由民主党）
- 国会: 第80回 (常会, 1月31日-6月9日)、第81回 (臨時会, 7月30日-8月3日)、第82回 (臨時会, 9月29日-11月25日)、第83回 (臨時会, 12月7日-10日)

## できごと

### 1月
- 1月2日 - 日大理工学グループの人力飛行機ストーク号が2093.9m飛び、世界新記録を樹立[書籍 1][1]。
- 1月4日 - 東京都内の公衆電話に置かれていたコーラを拾って飲んだ男子高校生が青酸中毒となり死亡（青酸コーラ無差別殺人事件の第一の事件）[書籍 2][書籍 1]。
- 1月27日 - ロッキード事件丸紅ルート初公判[書籍 3][書籍 4]。31日、全日空ルート初公判[書籍 4]。

### 2月
- 2月8日 - フジテレビ系火曜ワイドスペシャルの人気シリーズ『ドリフ大爆笑』が放送開始。
- 2月10日 - 日米漁業協定調印。200海里経済水域規定に基づく初の漁業協定[書籍 3][書籍 5]。
- 2月15日 - 弘前大学教授夫人殺人事件で、事件発生から28年目で再審無罪の判決[書籍 5]。
- 2月17日
  - 水戸地裁、百里基地訴訟で自衛隊を合憲と判断[書籍 5]。
  - 沖縄県の久米島でみぞれを観測。日本における降雪の南限記録となった。
- 2月22日 - 青梅マラソンにおいて初の死者が出る。
- 2月25日 - 海上自衛隊のしらね型護衛艦1番艦しらねが石川島播磨重工業東京第2工場で起工。

### 3月
- 3月13日 - 神戸市営地下鉄初の路線が開通（西神線新長田駅 - 名谷駅間）。
- 3月15日
  - これまで女性のみに限定されていた保母資格が男性でも取得可能となり、保育所の男性職員（通称「保父」）が正式に認可された[書籍 6]。
  - 宝酒造が「宝焼酎 純」を発売。
- 3月17日
  - 千歳空港発仙台空港行きの全日空724便がハイジャックされ、函館空港に緊急着陸。
  - 羽田空港発仙台空港行きの全日空817便が離陸直後にハイジャックされ緊急着陸。乗客1人が負傷し犯人が自殺。
  - 仙台行きの全日空機2便が同じ日にハイジャックされたが、2つの事件に関連性はなく偶然であった。
- 3月18日 - 名古屋市営地下鉄鶴舞線の伏見駅 - 八事駅間が開業[書籍 6]。
- 3月19日 - 尾小屋鉄道がこの日限りで廃止。
- 3月27日 - 第49回選抜高等学校野球大会が阪神甲子園球場で開幕。

### 4月
- 4月1日
  - 日本教育テレビ（NETテレビ）が全国朝日放送に社名変更（愛称：テレビ朝日→2003年から正式社名に。法人としては現在のテレビ朝日ホールディングス）[書籍 7]。教育専門局から総合局に。
  - 桃屋が「五目寿司のたね　大びん」を発売。
- 4月4日
  - 三菱電機がオーブンレンジを発売。
  - 長崎県田平町と平戸島（平戸市）を結ぶ平戸大橋有料道路が開通。
- 4月6日 - 大阪市営地下鉄谷町線の守口駅 - 都島駅間が開業。谷町線は守口駅 - 天王寺駅間までの運転となる。
- 4月7日
  - 第49回選抜高等学校野球大会の決勝戦が阪神甲子園球場で行われ、箕島高校が中村高校を3-1で破り、1970年（第42回）以来2度目の優勝。
  - 東急新玉川線（現・田園都市線）渋谷駅 - 二子玉川園駅間開業。
- 4月15日 - 小学館から『コロコロコミック』が創刊される。
- 4月26日 - 中山千夏らを代表とする「革新自由連合」が発足[書籍 8]。
- 4月28日 - 山梨県、ミレーの「種まく人」など3点の絵画作品を3億1500万円で購入。翌年開館の山梨県立美術館に収蔵[書籍 8]。
- 4月29日 - 全日本柔道選手権大会で山下泰裕が19歳の史上最年少で初優勝[書籍 2]。以後同大会で9連覇を達成する。

### 5月
- 5月2日 - 大学入試センターが発足[書籍 2][書籍 9]。
- 5月9日
  - 芝山町長宅前臨時派出所襲撃事件[書籍 9]
  - 日本テレビ系「月曜スター劇場」枠にて、宇津井健主演のテレビドラマ『たんぽぽ』（第4シリーズ）[注 1]が放送開始（ - 10月31日。全26回）。
- 5月20日 - 日産自動車が「オースター」を発売（8月8日には「スタンザ」を発売）。
- 5月21日 - ソニーが13型カラーテレビ「サイテーション」を発売。

### 6月
- 6月1日 - 日本専売公社がマイルド風味のたばこ「マイルドセブン」を発売[書籍 10]、30年以上続くロングセラーとなる。
- 6月12日 - 全米女子プロゴルフ選手権で樋口久子が優勝、日本人初の世界タイトルを獲得[書籍 10]。
- 6月13日 - トヨタ自動車が「チェイサー」を発売。
- 6月15日 - 和歌山県有田市で集団コレラが発生[書籍 11]。
- 6月24日 - TBS系列でドラマ『岸辺のアルバム』放送開始（ - 9月30日）。

### 7月
- 7月1日 - 領海法施行、日本の領海を海岸より12海里と定める。
- 7月2日 - 初の長時間レギュラードラマ枠『土曜ワイド劇場』がテレビ朝日系列で放送開始。
- 7月10日 - 第11回参議院議員通常選挙投票日[書籍 3][書籍 12]。
- 7月13日 - 津地鎮祭訴訟の最高裁判所大法廷判決[書籍 13]。本判決で最高裁判所はいわゆる目的効果基準を採用。
- 7月14日 - 日本初の静止気象衛星「ひまわり」（後の「ひまわり1号」）打ち上げ[書籍 12]。
- 7月17日 - キャンディーズが日比谷野外音楽堂で行われたコンサートで解散を宣言。このときのランの「普通の女の子に戻りたい」という発言が話題となる。
- 7月27日 - 本田技研工業が「アクティ」を発売（1981年には「ストリート」を発売）。
- 7月31日 - 第1回全国高等学校総合文化祭が千葉県で開催される。

### 8月
- 8月7日 - 有珠山が噴火活動を開始（ - 翌年10月27日）[書籍 2][書籍 14]。
- 8月8日 - 第59回全国高等学校野球選手権大会が阪神甲子園球場で開幕。41校が参加。なお、一部で複数県にまたがる地方大会を行う選手権大会は本年が最後となり、翌年からは1府県1代表（北海道は南北、東京都は東西各2代表）となった。
- 8月20日
  - 第59回全国高等学校野球選手権大会の決勝戦が阪神甲子園球場で行われ、兵庫県代表の東洋大姫路が愛知県代表の東邦を4-1で破り初優勝。
  - 大洋が建設中の横浜スタジアムへ移転することを川崎市へ通達（シーズン終了後、横浜大洋ホエールズに改称）。
  - 泉北高速鉄道線栂・美木多駅 - 光明池駅間延伸開業。
- 8月26日 - 岡原昌男が第8代最高裁判所長官に就任。
- 8月29日 - 日本初の3時間テレビドラマ『海は甦える』がTBS系列で放送。

### 9月
- 9月下旬 - 10月上旬 - 芸能界マリファナ汚染事件。研ナオコ、内藤やす子、にしきのあきら、美川憲一、井上陽水、上田正樹らが逮捕される。
- 9月3日 - 巨人の王貞治選手が対ヤクルト戦でホームラン世界新記録の756号を達成（投手：鈴木康二朗）[書籍 2][書籍 15]。
- 9月5日 - 国民栄誉賞が創設される。王貞治が第1回目の受賞者に[書籍 16]。
- 9月9日 - 台風9号（沖永良部台風）が沖永良部島を直撃。日本の観測史上1位となる最低気圧907.3hPaを記録した[書籍 2][書籍 17]。
- 9月23日 - セ・リーグで巨人が連覇を達成。
- 9月26日 - 東洋工業が「ボンゴ」を発売（2年ぶりに復活）。
- 9月27日
  - 横浜の住宅密集地に米軍の戦闘機が墜落。母子3名が死傷した（横浜米軍機墜落事件）[書籍 2][書籍 18]。
  - 日本航空クアラルンプール墜落事故。34人死亡[書籍 19]。
- 9月28日 - ダッカ日航機ハイジャック事件が発生[書籍 2][書籍 18]。
- 9月30日 - 京都市電河原町線・七条線の一部区間と同烏丸線がこの日限りで廃止。

### 10月
- 10月 - 日本で再放送や国外製作番組の放送等の例外を除き、白黒テレビ放送が廃止（完全カラー放送へ移行）。最後まで白黒放送を行っていた放送局はNHK教育テレビ。
- 10月1日 - 経営難に陥っていた安宅産業を伊藤忠商事が吸収合併（詳しくは安宅産業破綻も参照）[書籍 3][書籍 18]。
- 10月14日 - 本田技研工業が「アコード」4ドアセダンを発売。
- 10月15日
  - 長崎バスジャック事件[書籍 20]。犯人1名を射殺、人質は全員無事[書籍 21]。
  - パ・リーグプレーオフの第5戦で阪急がロッテに7-0で勝利し、パ・リーグ優勝を決める[新聞 1]。
- 10月22日 - 鈴木自動車工業が「セルボ」を発売。
- 10月27日 - 日本シリーズで阪急が3連覇を達成。

### 11月
- 11月1日 - ダイハツ工業が「シャレード」を発売。
- 11月15日
  - 日本専売公社がメントールたばこ「サムタイム」を発売。
  - 新潟市で横田めぐみが下校途中に北朝鮮の工作員に拉致される。
- 11月19日 - 都電車体更新7000形が営業運転開始(7028号)。
- 11月22日 - プロ野球ドラフト会議でクラウンライターが法政大学の江川卓を指名するも、江川本人が12月3日に拒否[書籍 22]。翌年の江川事件へとつながる。
- 11月25日 - ハイジャック防止法が成立[書籍 23]。
- 11月28日 - 福田改造内閣発足[書籍 3][書籍 24]。

### 12月
- 12月3日 - 横浜市の飛鳥田一雄市長が日本社会党委員長就任を受諾。日本の中央政党で地方政界から史上初の党首誕生。
- 12月5日 - 日立製作所が「チリコン20D」を発売。
- 12月11日 - 気仙沼線柳津駅 - 本吉駅間延伸開業。
- 12月21日 - 山崎製パンのコンビニエンス部門としてデイリーヤマザキ設立。
- 12月22日 - 山形県天童市で30歳の女性工員の他殺死体が発見される。その後未解決のまま時効となった。

### 日付不詳
- 日本ビクターがCI導入し「Victor」ロゴ制定。
- 任天堂初のテレビゲーム、『カラーテレビゲーム15』発売。

## 天候・天災・観測等
- 昭和52年豪雪（五二豪雪） - 前年12月〜本年2月にかけて全国的に大雪となった[Web 1]。

## 文化と芸術

### 出版

#### 文学
- 芥川賞
  - 第77回（1977年上半期） - 三田誠広 『僕って何』、池田満寿夫 『エーゲ海に捧ぐ』
  - 第78回（1977年下半期） - 宮本輝 『螢川』、高城修三 『榧の木祭り』
- 直木賞
  - 第77回（1977年上半期） - 該当作品なし
  - 第78回（1977年下半期） - 該当作品なし
- ベストセラー
  - 新田次郎『八甲田山死の彷徨』
  - 五木寛之『戒厳令の夜』
  - 丸谷才一『文章読本』
  - 島尾敏雄『死の棘』

### 音楽
- 勝手にしやがれ（沢田研二）
- 憎みきれないろくでなし（沢田研二）
- ペッパー警部（ピンク・レディー）
- S・O・S（ピンク・レディー）
- カルメン'77（ピンク・レディー）
- 渚のシンドバッド（ピンク・レディー）
- ウォンテッド (指名手配)（ピンク・レディー）
- 哀愁のシンフォニー（キャンディーズ）
- やさしい悪魔（キャンディーズ）
- 暑中お見舞い申し上げます（キャンディーズ）
- アン・ドゥ・トロワ（キャンディーズ）
- 星の砂（小柳ルミ子）
- 気まぐれヴィーナス（桜田淳子）
- しあわせ芝居（桜田淳子）
- 昔の名前で出ています（小林旭）
- 北へ（小林旭）
- 北の宿から（都はるみ）
- おんな港町（八代亜紀）
- 愛の終着駅（八代亜紀）
- ヘッドライト（新沼謙治）
- 津軽海峡・冬景色（石川さゆり）
- 能登半島（石川さゆり）
- 雨やどり（さだまさし）
- 赤い衝撃（山口百恵）
- 夢先案内人（山口百恵）
- イミテイション・ゴールド（山口百恵）
- 秋桜（山口百恵）
- 失恋レストラン（清水健太郎）
- 帰らない/恋人よ（清水健太郎）
- お元気ですか（清水由貴子）
- フィーリング（ハイ・ファイ・セット）
- あずさ2号（狩人）
- コスモス街道（狩人）
- あばよ（研ナオコ）
- 硝子坂（高田みづえ）
- だけど…（高田みづえ）
- かけめぐる青春（ビューティ・ペア）
- 酒と泪と男と女（河島英五）
- 青春時代（森田公一とトップ・ギャラン）
- 雨の物語（イルカ）
- しあわせ未満（太田裕美）
- 九月の雨（太田裕美）
- ドリーム（岩崎宏美）
- 熱帯魚（岩崎宏美）
- 思秋期（岩崎宏美）
- むさし野詩人（野口五郎）
- 季節風（野口五郎）
- お化けのロック（郷ひろみ&樹木希林）
- メランコリー（梓みちよ）
- 宇宙戦艦ヤマト（ささきいさお）
- わかれうた（中島みゆき）
- 想い出ぼろぼろ（内藤やす子）
- 愛のメモリー（松崎しげる）

（愛のメモリーは2005年にネット配信サービス「iTunes」で再びヒットした）

### 演劇
宝塚歌劇団

### 映画
- 八甲田山
- 惑星大戦争
- 幸福の黄色いハンカチ
- 八つ墓村
- 恐竜・怪鳥の伝説

### テレビ
- ドラマ
  - 大河ドラマ「花神」（NHK）、出演：中村梅之助、浅丘ルリ子、篠田三郎
  - 水曜劇場「ムー」（TBS）、出演：伊東四朗、渡辺美佐子、郷ひろみ、清水健太郎、樹木希林
  - 特捜最前線（テレビ朝日）、出演：二谷英明、藤岡弘、大滝秀治
  - 土曜ワイド劇場（テレビ朝日） - 第1回は渥美清主演「時間（とき）よ、止まれ」
  - 連続テレビ小説（NHK）は『いちばん星』と『風見鶏』。
  - 大都会 PARTII（日本テレビ）、出演：石原裕次郎、渡哲也、松田優作

- バラエティなど諸分野
  - アメリカ横断ウルトラクイズ（日本テレビ）、総合司会：高島忠夫、石川牧子（第1～12回）→小倉淳、永井美奈子（第15回）→伊東四朗、松本明子（第17回（今世紀最後）） 
出題・リポーター：福留功男（第1～14回、第17回（今世紀最後））→福澤朗（第15、16回）
  - 火曜ワイドスペシャル「ドリフ大爆笑」（フジテレビ）、出演：ザ・ドリフターズ
  - ヤンヤン歌うスタジオ（東京12チャンネル）、司会：あのねのね
  - 三波伸介の凸凹大学校（東京12チャンネル）、司会：三波伸介
  - 三枝の国盗りゲーム（朝日放送。全国放送化は翌1978年から）、司会：桂三枝（現・六代桂文枝）

- 特撮
  - 快傑ズバット（東京12チャンネル　製作・東映）、主演：宮内洋
  - ジャッカー電撃隊（テレビ朝日　製作・東映）、出演：丹波義隆、伊東平山、ミッチー・ラブ、風戸佑介、宮内洋
  - ロボット110番（テレビ朝日　製作・東映）
  - 大鉄人17（毎日放送　製作・東映）
  - 小さなスーパーマン ガンバロン（日本テレビ　製作・創英舎）
  - 冒険ファミリー ここは惑星0番地（テレビ朝日　製作・東映）
  - 恐竜大戦争アイゼンボーグ（東京12チャンネル 製作・円谷プロダクション）実写+アニメ合成

### アニメ
アニメーション映画
テレビアニメ
- 1月1日 「ヤッターマン（タイムボカンシリーズ第2作）」放映開始
- 1月2日 「あらいぐまラスカル」（世界名作劇場）放映開始
- 2月3日 「ジェッターマルス」放映開始
- 3月3日 「合身戦隊メカンダーロボ」放映開始
- 3月6日 「惑星ロボ ダンガードA」放映開始
- 4月4日 「あしたへアタック!」、「バーバパパ」放映開始
- 4月9日 「超合体魔術ロボ ギンガイザー」放映開始
- 4月12日 「氷河戦士ガイスラッガー」放映開始
- 6月4日 「超電磁マシーン ボルテスV」放映開始
- 6月7日 「シートン動物記 くまの子ジャッキー」放映開始
- 7月3日 「超人戦隊バラタック」放映開始
- 8月6日 映画「宇宙戦艦ヤマト」（松本零士・舛田利雄監督）公開
- 9月12日 「おれは鉄兵」放映開始
- 9月18日 「一発貫太くん」放映開始
- 9月22日 「アローエンブレム グランプリの鷹」放映開始
- 10月1日 「風船少女テンプルちゃん」、「新・巨人の星」放映開始
- 10月2日 「家なき子」放映開始
- 10月3日 「ルパン三世」放映開始
- 10月4日 「超スーパーカー ガッタイガー」放映開始
- 10月5日 「とびだせ!マシーン飛竜」、「まんが日本絵巻」放映開始
- 10月7日 「恐竜大戦争アイゼンボーグ」放映開始
- 10月8日 「無敵超人ザンボット3」放映開始
- 10月10日 「激走!ルーベンカイザー」放映開始
- 10月29日 「若草のシャルロット」放映開始
- 11月18日 「まんが偉人物語」放映開始
- 12月13日 「女王陛下のプティアンジェ」放映開始

### コマーシャル
| キャッチフレーズなど                                   | 商品名など                                  | メーカー         | 出演者                                    | 備考                 |
| ------------------------------------------------------ | ------------------------------------------- | ---------------- | ----------------------------------------- | -------------------- |
| 愛のメモリー                                           | ポッキー                                    | 江崎グリコ       | 松崎しげる                                | 歌：松崎しげる       |
| ファイト!一発!                                         | リポビタンD                                 | 大正製薬         | 勝野洋・宮内淳                            | -                    |
| なぎさ、さわやか                                       | キリンレモン                                | キリンビバレッジ | 片平なぎさ                                | -                    |
|                                                        | シャワランビューティ （シャンプー・リンス） | 牛乳石鹸共進社   | ピンク・レディー                          | 歌：ピンク・レディー |
| 香ばしさが、バクハツするの                             | アーモンドdan                               | 江崎グリコ       | ピンク・レディー                          | 歌：ピンク・レディー |
| デカプリン                                             | ハウスプリン                                | ハウス食品       | 大場久美子                                | -                    |
| トンデレラ、シンデレラ                                 | キンチョール                                | 大日本除虫菊     | 研ナオコ                                  | 演出：川崎徹         |
| コックローチ、コックローチ、 あっち向いてシュッ!       | コックローチ                                | 大日本除虫菊     | 海援隊 （武田鉄矢・千葉和臣・中牟田俊男） | 同上                 |
| 今やろうと思ったのにィ〜                               | トイレルック                                | ライオン油脂     | 西田敏行                                  | -                    |
| OH!クッキーフェイス                                    | -                                           | カネボウ化粧品   | 夏目雅子                                  | -                    |
| 読んでから見るか、見てから読むか。                     | 角川文庫                                    | 角川書店         |                                           | -                    |
| たたりじゃー                                           | 映画「八つ墓村」                            | 角川書店         |                                           | -                    |
| 母さん、僕のあの帽子はどうしたんでしょうね。           | 映画「人間の証明」                          | 角川書店         | -                                         | 歌：ジョー山中       |
| 燃える男の赤いトラクター                               | ヤンマー赤トラ                              | ヤンマー         | 小林旭                                    | 歌：小林旭           |
| コンバイ〜ン                                           | ヤンマーコンバイン                          | ヤンマー         | 伴淳三郎・フランキー堺                    | -                    |
| 喜びの酒、松竹梅                                       | 清酒松竹梅                                  | 宝酒造           | 石原裕次郎・宇野重吉                      | 歌：石原裕次郎       |
|                                                        | ナショナルトランザム （白黒テレビ）         | 松下電器         | 高見山大五郎                              | -                    |
| イワテケン                                             | ナショナルカラーテレビ・クイントリックス    | 松下電器         | 千昌夫、ジョーン・シェパード              | -                    |
| 俺のパンチは、沖縄のリズムだ。                         | 三菱カラーテレビ・高雄                      | 三菱電機         | 具志堅用高                                | -                    |
| Come on in COKE                                        | コカ・コーラ                                | 日本コカ・コーラ | -                                         | 歌：トランザム       |
| 涙、涙のめん八珍                                       | めん八珍                                    | 日清食品         | 小松政夫                                  | -                    |
| うまーい、太ーい、大きーい                             | 日清焼そばU.F.O.                            | 日清食品         | 桂三枝（現・六代桂文枝）                  | -                    |
| バッハ、ハイドン、親子どん                             | 大塚親子どん                                | 大塚食品         | 笑福亭仁鶴                                | -                    |
| 王さんみたいになりたいな                               | ボンカレーゴールド                          | 大塚食品         | 王貞治                                    | -                    |
| 元気ハツラツ・オロナミンC! オロナミンCは小さな巨人です | オロナミンC                                 | 大塚製薬         | 大村崑・張本勲・柴田勲・高田繁・堀内恒夫  | -                    |
| ハイ!氷                                                | 日立冷凍冷蔵庫                              | 日立             | 黒柳徹子・トムとジェリー                  | 音楽：ショパン       |
| 野菜をうーんととらなきゃだめじゃなーきゃ               | カゴメ野菜ジュース                          | カゴメ           | 一般人の熟年女性                          | -                    |
| わが家の友だち10チャンネル                             | -                                           | テレビ朝日       | 黒柳徹子                                  | 音楽：小林亜星       |
| イッツ・ポップ                                         | サントリーPOP清涼飲料                       | サントリー       | カーペンターズ                            | 歌：カーペンターズ   |

## スポーツ

### 総合競技大会
- 第32回国民体育大会 (あすなろ国体)

### 各競技

#### 野球
- プロ野球
  - セ・リーグ優勝 読売ジャイアンツ
  - パ・リーグ優勝 阪急ブレーブス
  - 日本シリーズ優勝 阪急ブレーブス（4勝1敗 MVP：山田久志）
  - 王貞治（巨人）がハンク・アーロンを抜く756号本塁打の世界新記録を達成（9月3日、対ヤクルト戦）。
- 高校野球
  - 春優勝 箕島（和歌山県）
  - 夏優勝 東洋大姫路（兵庫県）

#### 相撲
- 大相撲（幕内最高優勝）
  - 初場所 輪島大士
  - 春場所 北の湖敏満
  - 夏場所 若三杉寿人
  - 名古屋場所 輪島大士
  - 秋場所 北の湖敏満
  - 九州場所 輪島大士

#### 自転車競技
- 中野浩一が日本人として初の自転車世界選手権の優勝を果たす、種目はスクラッチ（現在のスプリント）で、以後10年連続優勝をし、「世界のナカノ」と称される。

#### アルペンスキー
- 海和俊宏 ワールドカップ男子回転にて日本人初の第1シード入り

#### 競馬
- 第22回有馬記念で、「日本競馬界至上最高のレース」と称されるTTG三強対決。優勝テンポイント。

## 誕生

### 1月
- 1月1日 - 田中聖二、プロボクサー（+2005年）
- 1月3日 - 飯塚雅弓[Web 2]、声優
- 1月3日 - 小沢真珠、女優
- 1月4日 - 水田竜子、歌手
- 1月5日 - 矢沢ようこ、元AV女優
- 1月6日 - 望月まゆ、タレント、元Melody
- 1月11日 - 松岡昌宏、TOKIO
- 1月12日 - 吉野美穂、元AV女優
- 1月14日 - 北川悠仁、ゆず
- 1月15日 - 森岡克司、ベーシスト
- 1月16日 - 大真鶴健司、大相撲力士
- 1月18日 - 相川良太、プロ野球選手
- 1月18日 - 山本みゆき、演歌歌手
- 1月20日 - 窪寺昭、俳優（+2020年[Web 3][Web 4]）
- 1月22日 - 中田英寿、元プロサッカー選手（元日本代表キャプテン）
- 1月23日 - 踊正太郎、津軽三味線
- 1月23日 - 高橋幸史、アメフト選手
- 1月24日 - 喜多建介、ミュージシャン（ASIAN KUNG-FU GENERATION）
- 1月24日 - 久保田智子、元TBSアナウンサー
- 1月25日 - ゆってぃ、お笑いタレント
- 1月28日 - 佐藤琢磨、F1ドライバー
- 1月28日 - 桜木陽子、元AV女優
- 1月29日 - 宝生舞、元女優
- 1月29日 - 浅見帆帆子、随筆家
- 1月29日 - 小山径、NHKアナウンサー
- 1月30日 - 新井貴浩、元プロ野球選手
- 1月30日 - 夕樹舞子、ストリッパー
- 1月31日 - 伊藤修子、女優
- 1月31日 - 香取慎吾、タレント（元SMAP）

### 2月
- 2月1日 - 徳山聖訓、野球選手
- 2月2日 - 宇佐美吉啓（USA）、ミュージシャン（EXILE）
- 2月2日 - 劇団ひとり、お笑いタレント
- 2月3日 - 小河正史、元声優
- 2月5日 - 青木裕子、タレント
- 2月5日 - 末吉宏司、俳優
- 2月5日 - 吉井由紀、女優
- 2月5日 - 野沢和香、モデル、女優
- 2月7日 - 宮本恒靖、元プロサッカー選手（元日本代表キャプテン）、サッカー指導者
- 2月7日 - たなかえり、女優
- 2月7日 - 森野文子、タレント
- 2月8日 - 油谷繁、マラソン選手
- 2月8日 - 小谷亜希子、元タレント
- 2月8日 - YAKKO、DJ、プロデューサー
- 2月8日 - 鈴木央、漫画家
- 2月9日 - 田中美里、女優
- 2月11日 - ホリ、ものまねタレント
- 2月11日 - 金折知則、騎手
- 2月14日 - 冲方丁、ライトノベル作家・SF作家
- 2月15日 - 小湊美和、歌手（元T&Cボンバー）
- 2月16日 - 佐伯日菜子、女優
- 2月17日 - 鈴木千尋[Web 5]、声優
- 2月22日 - 永田良輔、俳優
- 2月22日 - yuri、ミュージシャン（m.o.v.e）
- 2月22日 - 服部義、AV男優
- 2月23日 - 田中秀太、プロ野球選手
- 2月24日 - 進藤潤耶、テレビ朝日アナウンサー
- 2月24日 - 堀美香、元カーリング選手
- 2月26日 - Lina、歌手（MAX）
- 2月28日 - 山本康志、騎手

### 3月
- 3月2日 - 石山繁、騎手
- 3月4日 - 星野卓也、お笑い芸人
- 3月4日 - 氏原ワタル、シンガーソングライター（DOES）
- 3月7日 - 長谷川博己、俳優
- 3月8日 - 岡本安代、アナウンサー
- 3月12日 - 徳永愛、声優
- 3月12日 - 神田伸一郎、お笑いタレント（ハマカーン）
- 3月13日 - 小渕健太郎、ミュージシャン（コブクロ）
- 3月13日 - 桑田尚樹、ファッションモデル、俳優
- 3月14日 - 澤井啓夫、漫画家
- 3月14日 - ほしのあき、タレント、グラビアアイドル
- 3月14日 - 松田直樹、元プロサッカー選手（元日本代表）（+ 2011年）
- 3月14日 - 吉田孝行、元プロサッカー選手
- 3月14日 - ユースケ、漫才師 (ダイアン)
- 3月15日 - 山本"KID"徳郁、格闘家（+ 2018年[Web 6]）
- 3月15日 - 小田幸平、プロ野球選手
- 3月15日 - 赤岡修次、騎手
- 3月16日 - 柏原崇、俳優
- 3月16日 - 山梨崇仁、政治家
- 3月16日 - 安元洋貴、声優
- 3月18日 - 黒田俊介、ミュージシャン（コブクロ）
- 3月18日 - ZUN、ゲームクリエイター（上海アリス幻樂団）
- 3月19日 - 岡田義徳、俳優
- 3月19日 - 萩原達也、プロ野球審判員
- 3月22日 - テキサス、お笑いタレント（弾丸ジャッキー）
- 3月22日 - 南郷家全、騎手
- 3月22日 - 丹下博喜、ミュージカル俳優
- 3月24日 - 三浦祥朗、声優
- 3月26日 - 瀬名涼子、AV女優
- 3月27日 - 石井亮次、フリーアナウンサー、元CBCテレビアナウンサー
- 3月28日 - 多村仁、プロ野球選手
- 3月30日 - 高橋正純、DJ
- 3月31日 - 上原さくら、タレント
- 3月31日 - 龍円愛梨、元テレビ朝日アナウンサー

### 4月
- 4月3日 - 諸岡なみ子、タレント（元ワンダフルガールズ）
- 4月6日 - 森本智子、テレビ東京アナウンサー
- 4月7日 - 田中有紀美、タレント
- 4月8日 - 入江慎也、お笑いタレント（カラテカ）
- 4月11日 - カケフくん、元子役
- 4月12日 - 紺野まひる、女優
- 4月12日 - 濱地正浩、タップダンサー
- 4月13日 - 橋本泰由、元プロ野球選手
- 4月14日 - 山里亮太、お笑いタレント（南海キャンディーズ）
- 4月14日 - 上坂太一郎、元プロ野球選手
- 4月17日 - 中山博子、タレント
- 4月19日 - 黒田祐、元プロバスケットボール選手
- 4月20日 - HIRO、お笑いタレント（安田大サーカス）
- 4月20日 - 小宮理英、元ワンダフルガールズ
- 4月20日 - 月亭八光、落語家
- 4月21日 - 尾上由美、タレント
- 4月22日 - 今井ゆうぞう、歌手、俳優（+2020年）
- 4月22日 - 有島モユ、声優
- 4月23日 - 杉山裕之、お笑いタレント（我が家）
- 4月23日 - 西村瑞樹、お笑い芸人（バイきんぐ）
- 4月25日 - 三木肇、プロ野球選手
- 4月26日 - 福留孝介、プロ野球選手（阪神タイガース）
- 4月26日 - 西田隆維、元陸上選手、タレント
- 4月27日 - 高橋和幸、元プロ野球選手
- 4月27日 - 尾形貴弘、お笑いタレント（パンサー）
- 4月28日 - 吉川勝成、プロ野球選手
- 4月29日 - 一色紗英、女優
- 4月30日 - 江尻慎太郎、プロ野球選手

### 5月
- 5月1日 - 松本奉文、元プロ野球選手
- 5月2日 - 大楠雄蔵、ミュージシャン
- 5月2日 - 黒部三奈、総合格闘家
- 5月3日 - 真島ヒロ、漫画家
- 5月5日 - 田中雅興、元プロ野球選手
- 5月6日 - 青木勇人、プロ野球選手
- 5月6日 - 廣山望、サッカー選手
- 5月8日 - たかはし智秋、声優
- 5月9日 - 安藤裕子、シンガーソングライター
- 5月9日 - 的場直樹、プロ野球選手
- 5月10日 - 白鳥七瀬、元AV女優
- 5月10日 - 橋誠、元プロレスラー
- 5月12日 - 藤井秀悟、プロ野球選手
- 5月14日 - 小沢亜貴子、歌手
- 5月15日 - 山口五和、タレント
- 5月15日 - 藤原さおり、元ストリッパー
- 5月15日 - ウエディ新剛、元お笑い芸人
- 5月16日 - 久保田智、元プロ野球選手
- 5月16日 - 今井麻美、声優・歌手
- 5月17日 - 奈良将史、元プロ野球選手
- 5月18日 - 男色ディーノ、プロレスラー
- 5月19日 - 山下勝充、元プロ野球選手
- 5月19日 - しまだかおり、声優
- 5月19日 - 飯田雅司、プロ野球選手
- 5月22日 - 中払大介、元サッカー選手
- 5月23日 - 平瀬智行、サッカー選手
- 5月24日 - 武田惠子、元女優
- 5月25日 - 小林尽、漫画家
- 5月26日 - 伊東美咲、女優
- 5月27日 - 久保尚志、野球選手
- 5月27日 - 柳沢敦、サッカー選手
- 5月29日 - 網野泰寛、実業家、タレント
- 5月29日 - 十川孝富、元プロ野球選手
- 5月30日 - 鶴岡一成、プロ野球選手

### 6月
- 6月1日 - 横山道哉、プロ野球選手
- 6月2日 - 笠置わか菜、福島放送アナウンサー
- 6月4日 - 西又葵、原画家
- 6月5日 - 大河内奈々子、女優
- 6月5日 - 杉山俊介、プロ野球選手
- 6月7日 - 矢部美穂、タレント
- 6月7日 - 松田純、タレント
- 6月10日 - 相川梨絵、フリーアナウンサー
- 6月10日 - 松たか子、女優、歌手、タレント
- 6月10日 - コウカズヤ　脚本家、お笑いタレント、 (超新塾)
- 6月11日 - 山口もえ、タレント
- 6月11日 - 梅宮万紗子、女優
- 6月11日 - 東山麻美、タレント・声優
- 6月12日 - 江花正直、野球選手
- 6月14日 - 栃不動周二、大相撲力士
- 6月14日 - 井上豪、元俳優
- 6月14日 - 川崎泰央、プロ野球選手
- 6月15日 - 押尾川親方、元幕内若兎馬
- 6月16日 - 髙見優、作詞家・作曲家
- 6月17日 - 的場寛一、元プロ野球選手
- 6月17日 - 近藤智弘、プロゴルファー
- 6月18日 - 琉鵬正吉、大相撲力士
- 6月18日 - 柴田大知、騎手
- 6月18日 - 柴田未崎、騎手
- 6月19日 - 矢野了平、放送作家
- 6月20日 - 小林泉美、女流囲碁棋士
- 6月20日 - 辻田摂、元プロ野球選手
- 6月20日 - 末廣五大、プロ野球選手
- 6月22日 - 永山奈々、声優・歌手
- 6月22日 - 中須賀諭、野球選手
- 6月25日 - 塚原直也、体操選手
- 6月26日 - 久保帯人、漫画家
- 6月28日 - 田村幸士、俳優
- 6月28日 - DJ KOHNO、DJ（ケツメイシ）
- 6月29日 - 菊池健一、お笑い芸人（ギンナナ）
- 6月30日 - 矢部太郎、お笑いタレント（カラテカ）

### 7月
- 7月1日 - 谷浩弥、元プロ野球選手
- 7月1日 - 浦田理恵、パラリンピックゴールボール選手
- 7月1日 - 春日王克昌、元大相撲力士
- 7月3日 - 勝杏里、声優
- 7月5日 - 細川桃仁、女優
- 7月5日 - 須藤公一、俳優
- 7月6日 - 長谷川真弓、ファッションデザイナー
- 7月7日 - 星野マヤ、女優
- 7月10日 - 北原奈々子、元タレント
- 7月10日 - 鳥羽の山喜充、大相撲力士
- 7月11日 - 早川知伸、サッカー選手
- 7月12日 - 江連裕子、フリーアナウンサー
- 7月12日 - 大場豊千、元プロ野球選手
- 7月13日 - 鈴木紗理奈、タレント
- 7月13日 - 今村文昭、元プロ野球選手
- 7月13日 - 長浜満里子、声優
- 7月15日 - 徳岡慶也、アーティスト（DEPAPEPE）
- 7月16日 - 長谷川昌幸、プロ野球選手
- 7月16日 - 新井峰秀、元プロ野球選手
- 7月18日 - 青木まな、アナウンサー
- 7月19日 - 西口有香、声優
- 7月19日 - 木塚敦志、プロ野球選手
- 7月21日 - 高橋伸顕、元俳優
- 7月23日 - 小坂将商、高校野球指導者
- 7月25日 - 鈴木飛雄、俳優
- 7月25日 - 西尾由佳理、フリーアナウンサー（日本テレビ出身）
- 7月26日 - 中村俊太、元俳優
- 7月28日 - 雅山哲士、大相撲力士
- 7月29日 - 小室宏二、柔道家、ブラジリアン柔術家
- 7月29日 - 星野智樹、プロ野球選手
- 7月30日 - 永山尚太、歌手

### 8月
- 8月1日 - 尾上菊五郎 (8代目)、歌舞伎俳優
- 8月1日 - 山本尚史、プロレスラー
- 8月5日 - 広橋涼、声優
- 8月5日 - 本間忠、元プロ野球選手
- 8月6日 - 山口弘佑、元プロ野球選手
- 8月7日 - 京野さおり、元AV女優
- 8月8日 - 猫ひろし、お笑いタレント
- 8月8日 - 涼木もも香、元AV女優
- 8月9日 - 千野志麻、フリーアナウンサー
- 8月9日 - 磯村秀人、野球選手
- 8月11日 - 佐藤宏志、元プロ野球選手
- 8月12日 - 小石澤浄孝、元プロ野球選手
- 8月13日 - 小西美帆、女優
- 8月14日 - 石志偉、野球選手
- 8月15日 - 日高剛、プロ野球選手
- 8月15日 - 西村卓朗、サッカー選手
- 8月15日 - 菅原リサ、元体操選手
- 8月15日 - 白仁裕介、俳優
- 8月17日 - 山下美穂子、フリーアナウンサー、元日本テレビアナウンサー
- 8月18日 - 宮出隆自、プロ野球選手
- 8月19日 - 山田貴洋、ミュージシャン（ASIAN KUNG-FU GENERATION）
- 8月20日 - 米田功、体操競技選手
- 8月21日 - 田中総司、元プロ野球選手
- 8月21日 - 小林聡、プロ野球選手
- 8月22日 - 菅野美穂、女優、歌手、タレント
- 8月22日 - 井口佳典、競艇選手
- 8月22日 - 所英男、総合格闘家
- 8月23日 - 佐田真由美、ファッションモデル、女優
- 8月23日 - 三宅健太[Web 7]、声優
- 8月24日 - タカギマコト、お笑いタレント　(侍PANG)
- 8月25日 - 浅野真澄、声優
- 8月25日 - 琴春日桂吾、大相撲力士
- 8月26日 - 千葉紗子、声優
- 8月27日 - 田中聡、元プロ野球選手
- 8月28日 - 江藤麻由、ラジオパーソナリティ
- 8月28日 - 城定信次、元サッカー選手
- 8月30日 - 石塚さより、声優
- 8月30日 - 原俊介、元プロ野球選手
- 8月30日 - 松本輝、プロ野球選手
- 8月30日 - 山本光将、プロ野球選手

### 9月
- 9月1日 - 宮城健太郎、俳優
- 9月3日 - 佐久間一行、お笑いタレント
- 9月5日 - オラキオ（松雪オラキオ）、お笑いタレント（弾丸ジャッキー）
- 9月5日 - 茶畑るり - 漫画家
- 9月5日 - 押川善文、俳優
- 9月6日 - 氷川きよし、歌手
- 9月6日 - 杉浦理史、俳優、放送作家
- 9月6日 - 南辻史人、俳優
- 9月8日 - 真田アサミ、声優
- 9月9日 - 堤下敦、お笑いタレント（インパルス）
- 9月9日 - 鈴木麻奈美、元AV女優
- 9月9日 - 坪倉由幸、お笑いタレント（我が家）
- 9月10日 - 戸田光洋、サッカー選手
- 9月13日 - 荒木雅博、プロ野球選手（中日ドラゴンズ）
- 9月13日 - 龍田梨恵、フリーアナウンサー
- 9月13日 - ミュウ、AV女優
- 9月14日 - 石井弘寿、プロ野球選手
- 9月14日 - 澤田瞳子、小説家、歴史小説作家
- 9月14日 - 松来未祐、声優（+ 2015年[Web 8]）
- 9月15日 - 玉乃島新、大相撲力士
- 9月15日 - アンジェラ・アキ、シンガーソングライター
- 9月18日 - 珠久美穂子、タレント・DJ
- 9月19日 - 遠藤麗奈、北海道文化放送アナウンサー
- 9月20日 - 安室奈美恵、元歌手
- 9月20日 - 藤原一裕、お笑いタレント（ライセンス）
- 9月20日 - 橋龍吾、俳優
- 9月21日 - 五十嵐貴章、元プロ野球選手
- 9月21日 - 佐藤和宏、元プロ野球選手
- 9月22日 - 遠藤里沙、アナウンサー
- 9月23日 - 城咲仁、タレント
- 9月25日 - 伊地知潔、ミュージシャン（ASIAN KUNG-FU GENERATION）
- 9月25日 - 青木篤志、プロレスラー（+ 2019年 ）
- 9月26日 - 赤プル、お笑いタレント
- 9月26日 - 稲田奈緒、女優、タレント
- 9月26日 - 佐藤藍子、女優、タレント
- 9月27日 - 鍋倉美保、元秋田放送アナウンサー
- 9月28日 - 葛城育郎、プロ野球選手
- 9月29日 - 鈴衛佑規、元プロ野球選手

### 10月
- 10月1日 - 滝川クリステル、フリーアナウンサー
- 10月3日 - 浅野亜希子、ラジオタレント
- 10月3日 - 白井一行、プロ野球審判員
- 10月4日 - 藤本敦士、プロ野球選手
- 10月4日 - 前田忠節、プロ野球選手
- 10月5日 - 木村一喜、プロ野球選手
- 10月7日 - 若林史江、株式評論家
- 10月7日 - 坪井康晴、競艇選手
- 10月7日 - 美水かがみ、漫画家
- 10月8日 - 高木美果、ミュージカル俳優
- 10月9日 - 岐部昌幸、放送作家
- 10月9日 - 沢田美紀、歌手
- 10月11日 - 和泉宗兵、俳優
- 10月13日 - 吉年滝徳、元プロ野球選手
- 10月14日 - 内田潤、サッカー選手
- 10月14日 - 海本幸治郎、サッカー選手
- 10月14日 - 熱田孝高、ライダー
- 10月16日 - 石川亜沙美、女優
- 10月16日 - 西尾健治、ミュージカル俳優
- 10月17日 - 安藤幸代、フリーアナウンサー
- 10月17日 - 桜井映里、女優
- 10月17日 - 平山広行、俳優
- 10月18日 - 若天狼啓介、大相撲力士
- 10月18日 - 三浦マイルド、お笑いタレント
- 10月18日 - 友田安紀、タレント、お笑い芸人
- 10月18日 - はっとりみつる、漫画家
- 10月19日 - 須賀貴匡、俳優
- 10月19日 - 増本藍、ミュージカル俳優
- 10月21日 - 福田健二、サッカー選手
- 10月22日 - 皇牙篤、大相撲力士
- 10月24日 - 松井友香、女優
- 10月24日 - 飯田利信、声優
- 10月25日 - 花田真人、プロ野球選手
- 10月26日 - ADAM at、ミュージシャン
- 10月27日 - 植松真美、ファッションモデル
- 10月29日 - 河西りえ、タレント
- 10月29日 - 有馬隼人、フリーアナウンサー、元アメリカンフットボール選手、元TBSアナウンサー
- 10月29日 - 長坂健冶、元プロ野球選手
- 10月31日 - 北勝力英樹、大相撲力士
- 10月31日 - 藤本主税、サッカー選手

### 11月
- 11月1日 - 池内友彦、サッカー選手
- 11月1日 - 鈴木ともこ、エッセイスト・漫画家
- 11月1日 - 木川絵理子、声優
- 11月2日 - 箕田卓哉、プロ野球選手
- 11月3日 - 真藤順丈、小説家
- 11月5日 - 谷口賢志、俳優
- 11月7日 - 小比類巻太信、キックボクサー
- 11月7日 - SatomI、ファッションモデル
- 11月7日 - 三遊亭円楽 (7代目)、落語家
- 11月8日 - 佐分千恵、フリーアナウンサー、元テレビ朝日アナウンサー
- 11月11日 - 秋山実希、タレント
- 11月11日 - 中村みづほ、モデル
- 11月13日 - 有森いずみ、元AV女優
- 11月15日 - CIMA、プロレスラー
- 11月16日 - 松田樹里、ファッションモデル
- 11月18日 - 石井百恵、テレビ新広島アナウンサー
- 11月18日 - ピョコタン、漫画家、構成作家
- 11月19日 - 森本さやか、フジテレビアナウンサー
- 11月19日 - 吉野誠、プロ野球選手
- 11月19日 - 浜谷健司、お笑いタレント（ハマカーン）
- 11月21日 - 山下芳輝、サッカー選手
- 11月22日 - 服部公太、サッカー選手
- 11月23日 - 井浦愛、声優
- 11月24日 - 西国原礼子、SDN48
- 11月28日 - 施川ユウキ、漫画家
- 11月30日 - 斉藤和巳、元プロ野球選手

### 12月
- 12月1日 - 河野義博、政治家
- 12月1日 - 田中明、野球選手
- 12月2日 - 河島あみる、タレント
- 12月2日 - 宮本耀子、モデル（元ワンギャル）
- 12月2日 - 神戸たろう、AV監督
- 12月3日 - 華原ありさ、元AV女優
- 12月3日 - 神楽坂ケイ、元AV女優
- 12月3日 - 笑福亭智之介、落語家・マジシャン
- 12月4日 - 野田浩輔、プロ野球選手
- 12月5日 - 侑庵、お笑いタレント
- 12月5日 - 千葉進也、バレーボール選手
- 12月5日 - 島田秀平、タレント・お笑い芸人・占い師
- 12月6日 - 11代目市川海老蔵、歌舞伎俳優
- 12月6日 - 村田泰則、俳優
- 12月8日 - 中岡創一、お笑いタレント（ロッチ）
- 12月9日 - 森広泰昌、野球選手
- 12月10日 - 峯田和伸、シンガーソングライター、俳優
- 12月11日 - みれいゆ、女優
- 12月12日 - 宮本真希、女優
- 12月12日 - 松島勇気、ミュージカル俳優
- 12月13日 - 綾部祐二、お笑いタレント（ピース）
- 12月13日 - 中西有希人、プロ野球選手
- 12月14日 - 桃井はるこ、タレント・声優
- 12月14日 - 旭南海丈一郎、大相撲力士
- 12月14日 - 安部みちこ、NHKアナウンサー
- 12月14日 - 谷田部俊、お笑い芸人（我が家）
- 12月15日 - 里中まりあ、AV女優（+ 1999年）
- 12月19日 - 藤崎奈々子、タレント
- 12月19日 - 藤川京子、グラビアアイドル
- 12月19日 - 堀口としみ、グラビアアイドル
- 12月21日 - 須磨ノ富士茂雄、大相撲力士
- 12月21日 - 三重野瞳、歌手
- 12月22日 - 榊ありな、元AV女優
- 12月23日 - 久永辰徳、サッカー選手
- 12月23日 - 上野水香、バレエダンサー
- 12月24日 - 吉田好太、元プロ野球選手
- 12月25日 - 鈴木里沙、舞台女優
- 12月26日 - 石井希和、フリーアナウンサー、元テレビ朝日アナウンサー
- 12月27日 - 安西陽太、元テレビ朝日アナウンサー
- 12月27日 - 北原まゆみ、元AV女優
- 12月27日 - TSUBOI、アルファのMC
- 12月27日 - 安藤優也、プロ野球選手
- 12月27日 - 森藤恵美、フリーアナウンサー
- 12月29日 - しいなまお、タレント
- 12月29日 - Mina、歌手（MAX）
- 12月30日 - 戸田和幸、サッカー選手